# Gordie Howe
Gordon Howe (Floral, 31 marzo 1928 – Toledo, 10 giugno 2016) è stato un hockeista su ghiaccio canadese che giocava nel ruolo di ala.

## Carriera
Ha giocato la maggior parte della sua carriera nei Detroit Red Wings, con cui ha vinto 4 Stanley Cup (1950, 1952, 1954 e 1955), ed il suo numero di maglia (il 9) è stato ritirato dalla società. Considerato tra i migliori giocatori nella storia di questo sport, è stato soprannominato Mr. Hockey. Era noto per la sua forza fisica e la sua prolificità, oltre che per la sua longevità, che gli ha permesso di giocare per 35 anni (con una breve apparizione nel 1997, 17 anni dopo il suo ritiro). A lui si deve il nome della Gordie Howe hat trick, definizione di una prestazione che prevede un gol, un assist ed un combattimento vinto nella stessa partita (lo stesso Howe ha messo a referto questa prestazione soltanto due volte). Padre di Marty e Mark Howe, entrambi diventati poi giocatori di hockey, e che furono suoi compagni negli Houston Aeros e negli Hartford Whalers, nel 1972 è stato inserito nella Hockey Hall of Fame.

## Palmarès

### Club
Stanley Cup: 4
 Detroit Red Wings: 1950, 1952, 1954, 1955
- Avco World Trophy: 2

 Houston Aeros: 1974, 1975

### Individuale
- Hockey Hall of Fame:

membro dal 1972
- Hart Trophy: 6

1951-1952, 1952-1953, 1956-1957, 1957-1958, 1959-1960, 1962-1963
- Art Ross Trophy: 6

1950-1951, 1951-1952, 1952-53, 1953-1954, 1956-1957, 1962-1963

## Curiosità
Viene menzionato nel sedicesimo episodio della terza stagione de I Simpson, "Bart l'amante", nella quale il primogenito della famiglia utilizza una sua foto, mascherandosi sotto lo pseudonimo Woodrow, per imbastire una fittizia corrispondenza d'amore con la maestra Krapapall al fine di vendicarsi di una punizione comminatagli dalla stessa.